# Arizona Sting
Arizona Sting – zawodowa drużyna lacrosse grająca w National Lacrosse League w dywizji zachodniej w latach 2004-2007. Siedziba drużyny mieściła się w Glandale w Stanach Zjednoczonych.
Przed sezonem 2009 w których zespół miał wziąć udział po rocznej nieobecności, postanowiono rozwiązać klub. Zawodnicy Arizona Sting wzięli udział w drafcie i znaleźli zatrudnienie w innych klubach.

## Informacje
- Rok założenia: 2004
- Trener: Bob Hamley
- Manager: Bob Hamley
- Arena: Jobing.com Arena
- Barwy: ceglano-czarno-piaskowe

## Osiągnięcia
- Champion’s Cup:-
- Mistrzostwo dywizji: 2005